# По конях!
«По конях!» (рос. «По коням!») — радянський телефільм 1984 року, знятий режисером Ігорем Шадханом на студії «Лентелефільм».

## Сюжет
Закінчилися літні канікули. Виїжджає з піонерського табору остання зміна. Урочисті проводи, на яких директор табору дає інтерв'ю групі з телебачення, все пройшло чудово, жодних серйозних проблем. Директор і вожаті залишаються в таборі — чекає прибирання території та від'їзд. У цей момент приїжджають два відвідувачі — міліціонер та старий.

## У ролях
- Антоніна Шуранова — Кіра Сергіївна Горцева, директор піонертабору «Маяк»
- Ігор Іванов — Кирило Петрович Мішин, старший фізрук
- Михайло Брилкін — Петро Дементійович Прохудов, інвалід ВВВ
- Сергій Бехтерєв — лейтенант Єршов, дільничний інспектор
- Микола Зєнцов — піонер
- Женя Зінгер — піонер
- Микола Немчук — піонер
- Андрій Сенчило — піонер
- Сергій Власов — Гліб Миколайович, піонервожатий

## Знімальна група
- Режисер — Ігор Шадхан
- Сценаристи — Сергій Іванов, Ігор Шадхан
- Оператор — Валерій Смирнов
- Композитор — Надія Симонян
- Художник — Лариса Луконіна